# Fondazione Sorgente Group
Fondazione Sorgente Group è una fondazione senza fini di lucro creata nel 2007 con sede legale a Roma. La fondazione ha lo scopo di valorizzare, promuovere e divulgare la cultura e l'arte italiane. Il 7 giugno 2012 la fondazione ha inaugurato il proprio spazio espositivo in via del Tritone 132 a Roma, con una mostra sull'Art Nouveau e la presentazione di mobili, oggetti d'arte e d'arredo dei primi del ‘900. La Fondazione è finanziata da Sorgente Group, il presidente del Consiglio di Amministrazione è Valter Mainetti. 

## Struttura
La Fondazione ha un Consiglio di Amministrazione e un Comitato Scientifico, presieduto dal Prof. Claudio Strinati. Il Consiglio di amministrazione è composto dal Presidente Valter Mainetti, dalla Vicepresidente Paola Mainetti, dai consiglieri Gabriele Mainetti e Claudio Strinati, dalla consigliera Veronica Mainetti. La direzione scientifica è affidata a Claudio Strinati. Valentina Nicolucci è la curatrice della collezione; Ilaria Fasano è responsabile della comunicazione.

## Scopi e attività
La Fondazione sostiene la conservazione, lo sviluppo e la valorizzazione dell'arte italiana investendo in opere d'arte, supportando progetti di ricerca e finanziamento lavori di restauro. 
L'acquisto di opere d'arte, soprattutto pitture antiche e opere archeologiche di epoca greca e romana, ha finalità di studio, restauro, conservazione e promozione della loro fruizione attraverso l’organizzazione e la partecipazione ad attività espositive, convegni e forum su temi artistico-culturali. Tali eventi sono organizzati direttamente dalla Fondazione o in collaborazione con enti e istituzioni private o pubbliche. La Fondazione organizza eventi espositivi e prestiti museali in Italia e all’estero al fine di rendere fruibili e far conoscere gratuitamente le opere d'arte appartenenti alla propria collezione. 
La Fondazione sostiene ricerche, pubblicazioni scientifiche, borse di studio, progetti formativi e di divulgazione culturale, attraverso attività editoriali, prodotti audiovisivi e world wide web.
Altro settore di intervento è quello della realizzazione di strutture necessarie alla salvaguardia e alla migliore fruizione di monumenti, edifici e beni culturali, in collaborazione con gli organi di tutela competenti. 
La Fondazione cura inoltre la raccolta privata Collezione d'Arte Mainetti , promuovendone lo studio scientifico e la fruizione attraverso un sito web dedicato. La Collezione d'Arte Mainetti è nata negli anni Trenta e spazia da opere archeologiche di epoca romana fino a una selezione di dipinti principalmente focalizzata sulla pittura italiana del Seicento di area emiliana.

## Esposizioni nazionali e internazionali

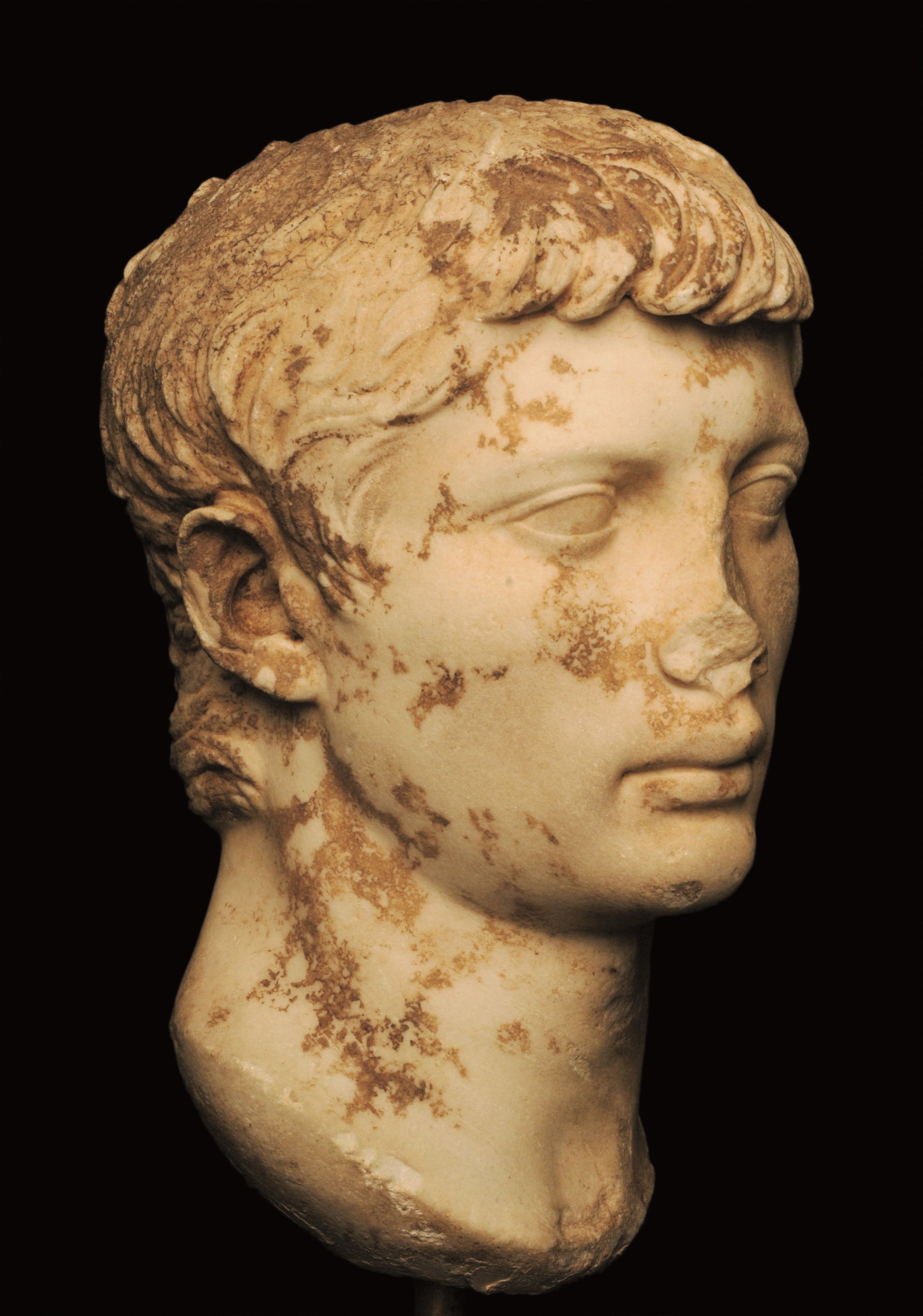
Ritratto in marmo pario di Marcello. Testa destinata ad una statua onoraria di circa due metri.

La prima mostra fu organizzata presso la sede del Museo Nazionale Romano di Palazzo Massimo dove fu presentato per la prima volta al pubblico il ritratto in marmo pario di Marcello (fine I a.C.). Nel 2013, la Fondazione contribuì alla mostra Augusto, tenutasi presso le Scuderie del Quirinale dal 18 ottobre 2013 al 9 febbraio 2014 in occasione del bimillenario della morte dell’imperatore Augusto, attraverso il prestito di tre ritratti imperiali raffiguranti i principi designati da Augusto alla sua successione imperiale: il ritratto di Marcello e quelli di Gaio Cesare e Lucio Cesare. Dal 19 marzo al 13 luglio 2014, questa mostra è proseguita con il titolo Moi, Auguste, Empereur de Rome, presso la sede parigina del Grand Palais, Galeries Nationales, includendo anche in questo caso i tre ritratti imperiali sopra citati.
Nel 2019 la Fondazione contribuisce alla mostra Claudio Imperatore, svoltasi dal 6 aprile al 27 ottobre 2019 presso il Museo dell’Ara Pacis, presentando per la prima volta al pubblico il ritratto di Germanico risalente al I secolo d.C. 
Sempre nel 2019, in occasione della mostra Gladiatore. La storia vera, presso l’Antikenmuseum di Basileae, la Fondazione ha concesso il prestito di due sculture in marmo: la Tigre rampante del II secolo d.C. e la Tigre incedente risalente alla fine del I secolo d.C.
Tra le opere concesse in prestito dalla Fondazione, come contributo a mostre nazionali e internazionali, ci sono anche dipinti come il Ritratto di Diana Cacciatrice, esposto nel 2015 in occasione della mostra monografica sul Guercino svoltasi dal 3 marzo al 31 maggio 2015 presso la National Museum of Western Art di Tokyo. La stessa opera, insieme al dipinto San Pietro penitente di Guido Reni, furono oggetto di un prestito al Rijksmuseum Twente di Enschede nel 2021 per la mostra

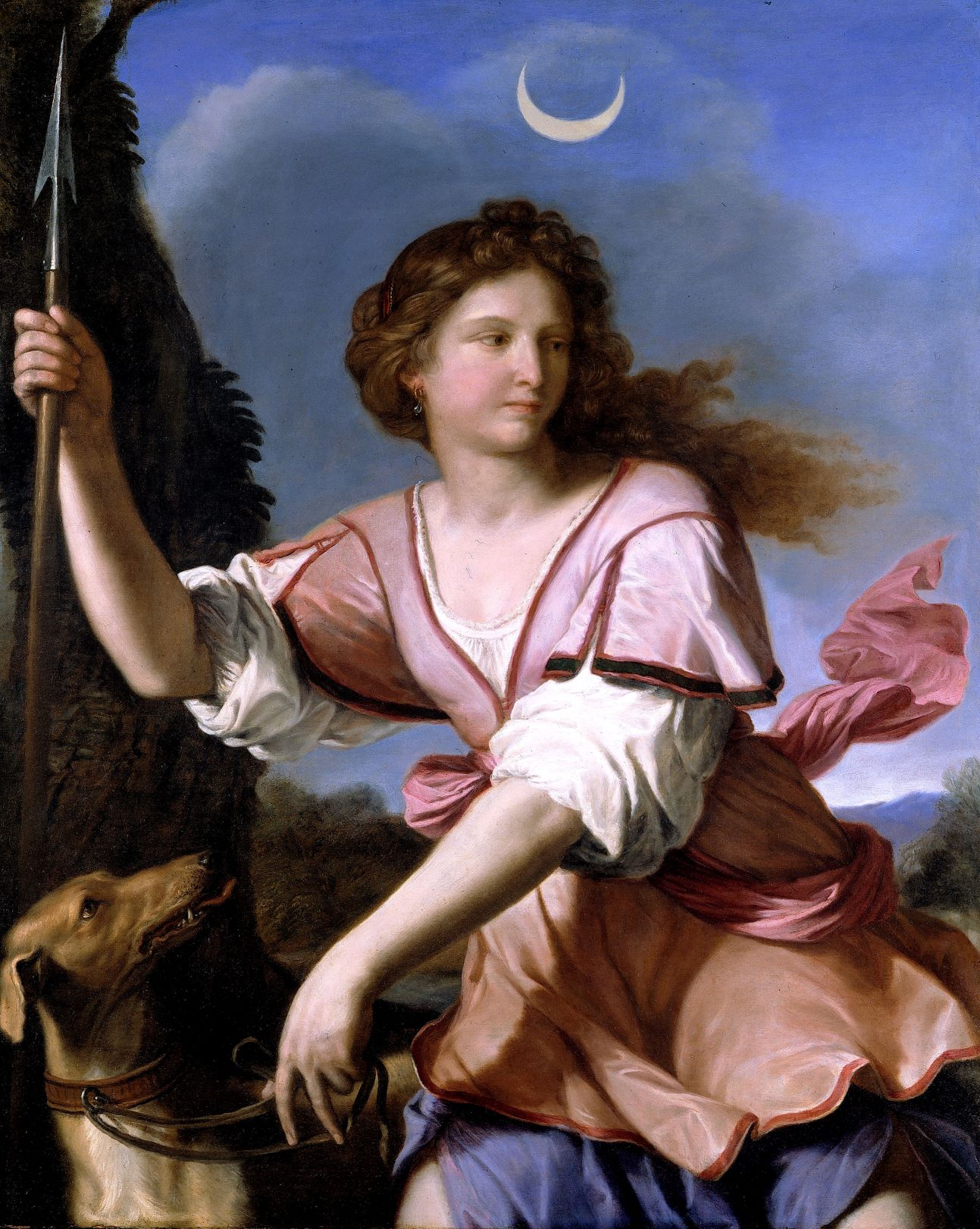
Diana Cacciatrice, Giovanni Francesco Barbieri detto Il Guercino, 1658. L'opera ritrae la dea Diana che interrompe la sua caccia perché distratta dalla vista del pastore Endimione.

Artemisia. Donna e potere svoltasi dal 26 settembre 2021 al 27 marzo 2022.

## Restauri e progetti di valorizzazione
La Fondazione ha provveduto al finanziamento dell’indagine archeologica, del rilievo e degli studi di tutti i rocchi e parti architettoniche appartenute al tempio G a Selinunte, che hanno dato vita alla pubblicazione scientifica Selinunte. Restauri dell’antico.
Da citare anche il restauro di tre dipinti appartenenti alla collezione dell’Istituto Romano di San Michele. Si tratta del San Giuseppe con Gesù giovinetto, olio su tela di Giovanni Baglione (1573-1643); la tavola con Sacra Famiglia, San Giovannino e due santi adolescenti, attribuita da Tommaso Strinati a Carlo Portelli (1510 – 1574), sulla quale sono stati eseguiti interventi sul supporto ligneo e il recupero della gamma cromatica dell’opera; infine un dipinto risalente agli anni Venti, la Madonna del Cardo di Emma Regis, allieva dell’artista Giulio Aristide Sartorio e delle Scuole Arti e Mestieri del San Michele, quanto erano nella sede storica di Trastevere.
La Fondazione ha inoltre supportato la richiesta dei numerosi progetti di restauro, studio e digitalizzazione dei testi antichi presenti nel Fondo Claudio e nel Fondo Kircher dell’Archivio Storico della Pontificia Università Gregoriana.

## Collezione
La collezione d'arte della Fondazione è stata alimentata dall'acquisizione di opere sul mercato antiquario e alle aste di livello nazionale e internazionale e si divide in Collezione archeologica e Collezione di dipinti antichi. 

### La collezione archeologica
Si compone di sculture greche e romane in marmo e bronzo, tra cui la scultura di Athena Nike del 430 a.C in marmo pario, la maschera ellenistica in bronzo di Papposileno, i ritratti dei principi Giulio Claudi: Marcello, Gaio e Lucio Cesari, nipoti di Augusto, Antonia Minore e il figlio Germanico, condottiero e principe romano; infine, numerose Lekythoi attiche in marmo pentelico.

### La collezione di dipinti antichi
Include dipinti dal XV al XX secolo, dalla Madonna con il Bambino del Pinturicchio fino a opere di Boldini e De Chirico. Il cuore della collezione è formato dai dipinti della pittura barocca emiliana del XVII con autori come Guido Reni e Guercino, come la celebre Diana Cacciatrice, esposta in numerose mostre anche all’estero. Molti i dipinti del Vedutismo romano del ‘700 con autori come Andrea Locatelli, Giovanni Paolo Panini, Paolo Anesi e Hendrik Van Lint, che descrivono i monumenti e i paesaggi di una Roma ormai sparita.

## Pubblicazioni
La Fondazione Sorgente Group ha tra le principali finalità il sostegno a studi e ricerche scientifiche, progetti formativi e di divulgazione mediante la pubblicazione di numerosi volumi d’arte con la collaborazione di esperti del settore e Istituti di ricerca come l’Accademia dei Lincei, l’Università Sapienza di Roma e la Pontificia Università Gregoriana. Dal 2012 sostiene l’edizione annuale del volume storico della Strenna dei Romanisti.
Da alcuni anni la Fondazione ha realizzato anche video culturali, divulgati a mezzo web, e incentivato l’uso dei propri canali social per una maggiore diffusione delle informazioni e un adeguamento ai nuovi sistemi di comunicazione e fruibilità dell’arte.